# Les Aventures spatio-temporelles de Shaolin Moussaka

Les Aventures spatio-temporelles de Shaolin Moussaka, ou plus simplement Shaolin Moussaka, est une série de bande dessinée jeunesse écrite par David Chauvel, dessinée par Cyril Pedrosa et coloriée par Christophe Araldi. Ses trois volumes ont été publiés entre 2004 et 2006 par Delcourt.
Cette série à l'humour « déjanté » suit les aventures de Moussaka, une détrousseuse de cadavres dotée de pouvoirs magiques, du Chinois Lee Wang, un maître en arts martiaux, et de leurs compagnons.

## Albums
- Shaolin Moussaka, Delcourt :

1. ...A Holy Hole, 2004  (ISBN 2847893172)[2],[3].
2. Contre le grand Poukrass !!, 2005  (ISBN 2847893180).
3. À Mollywood !!, 2006  (ISBN 2756000892)[4].